# Mycoplasma fastidiosum
Mycoplasma fastidiosum è una specie di batterio appartenente alla famiglia delle Mycoplasmataceae.